# Лере
Лере (нім. Lehre) — громада в Німеччині, розташована в землі Нижня Саксонія. Входить до складу району Гельмштедт.
Площа — 71,57 км2. Населення становить 12 000 ос. (станом на 31 грудня 2021).

## Цікавинки
В поселенні розташовується приватний зоопарк.

## Галерея

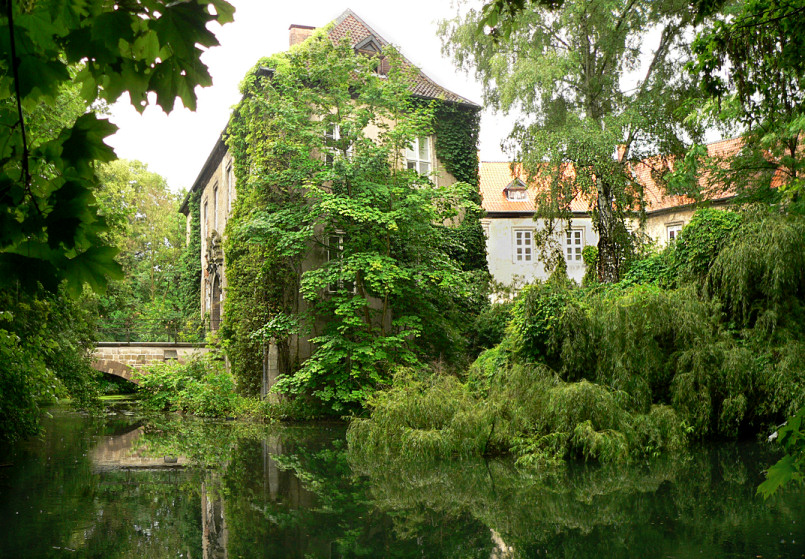
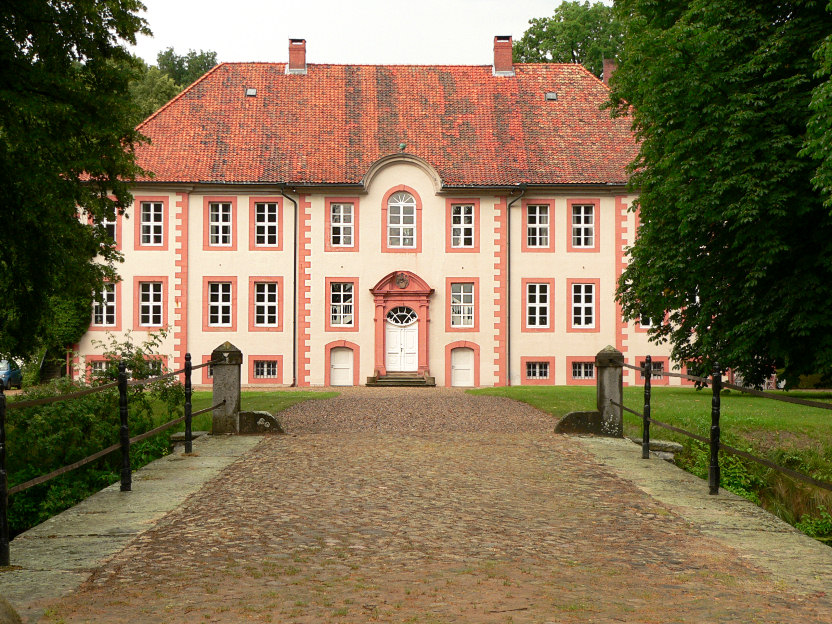
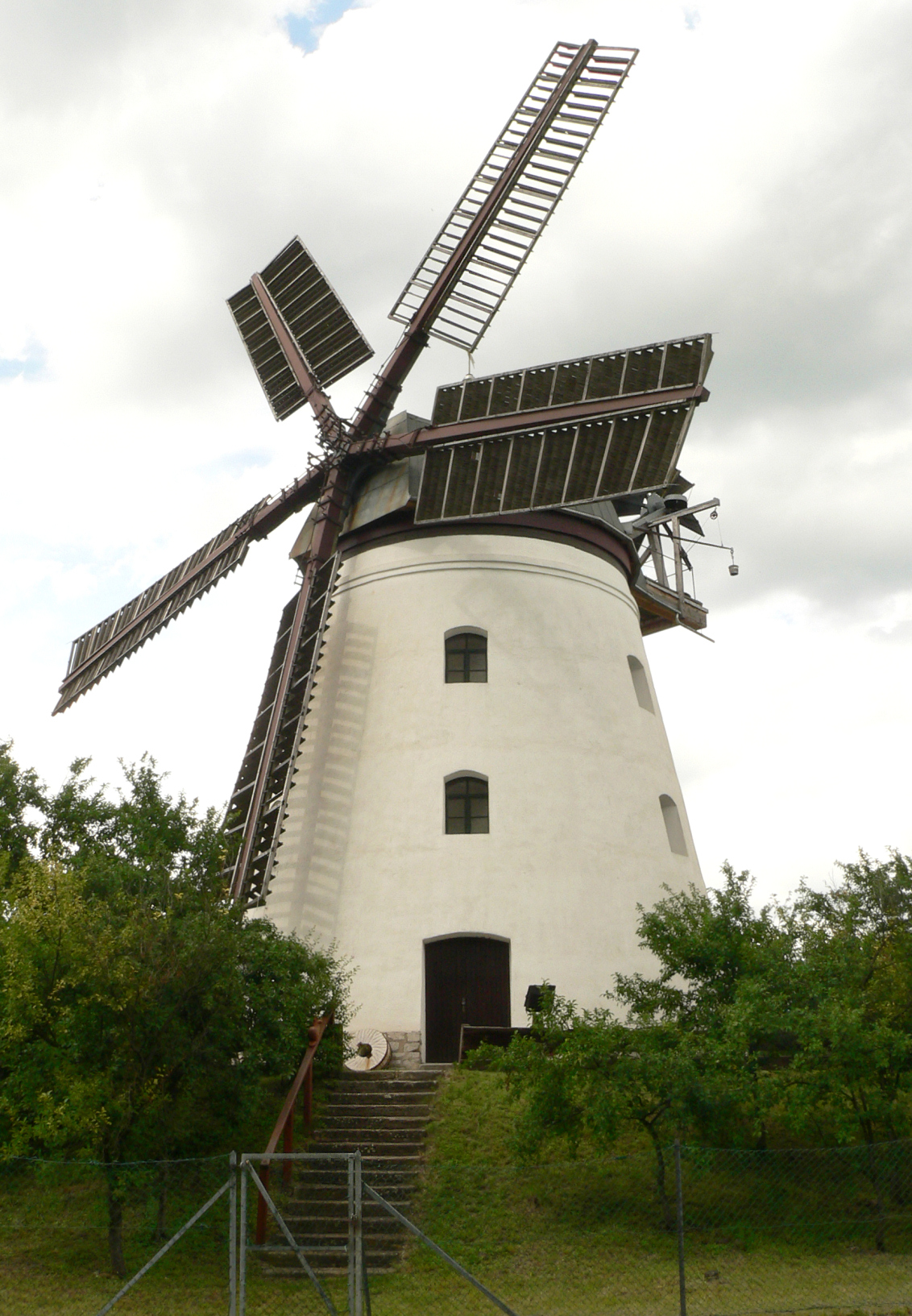